# Virumaa Wschodnia
Virumaa Wschodnia (est. Ida-Viru maakond) – jedna z 15 prowincji w Estonii, znajdująca się w północno-wschodniej części kraju. Stolicą jest Jõhvi, a największym miastem Narwa.
Virumaa Wschodnia jest zamieszkana przez 134 259 osób (2020). W prowincji 70,8% ludności stanowią Rosjanie, tylko 19,9% to Estończycy, 2,7% Ukraińcy, 2,8% Białorusini, 1,4% Finowie, 2,4% należy do innych grup etnicznych.
Powierzchnia prowincji wynosi 2 971,58 km².

## Podział administracyjny
Prowincja Virumaa Wschodnia jest podzielona na 8 gmin:
Gminy miejskie:
1. Kohtla-Järve
2. Narwa
3. Narva-Jõesuu
4. Sillamäe

Gminy wiejskie:
1. Alutaguse
2. Jõhvi
3. Lüganuse
4. Toila

Wcześniej, przed reformą administracyjną w 2017 roku, była podzielona na 22 gminy:
- Miejskie: Kiviõli, Kohtla-Järve, Narva, Narva-Jõesuu, Püssi, Sillamäe
- Wiejskie: Alajõe, Aseri, Avinurme, Iisaku, Illuka, Jõhvi, Kohtla, Kohtla-Nõmme, Lohusuu, Lüganuse, Maidla, Mäetaguse, Sonda, Toila, Tudulinna, Vaivara